# تشاد أوينز
تشاد أوينز (بالإنجليزية: Chad Owens)‏ هو لاعب كرة القدم الكندية أمريكي، ولد في 3 أبريل 1982 في هونولولو في الولايات المتحدة.